# Eurovision Song Contest 1959
Eurovision Song Contest 1959 blev afholdt den 11. marts 1959 i Cannes i Frankrig som følge af den franske sejr året før med "Dors mon amour", sunget af André Claveau. Vært var Jacqueline Joubert. Konkurrencen blev vundet af hollandske Teddy Scholten og sangen "Een betje".
Luxembourg valgte at holde pause i 1959, mens Storbritannien vendte tilbage, og Monaco debuterede. Der var således 11 deltagende sange i 1959.

## Deltagere og Resultater
| Nr. | Land           | Sprog       | Kunstner                   | Sang                                  | Dansk oversættelse                  | Plads | Point |
| --- | -------------- | ----------- | -------------------------- | ------------------------------------- | ----------------------------------- | ----- | ----- |
| 1   | Frankrig       | Fransk      | Jacques Phiilipe           | "Oui, oui, oui, oui"                  | Ja, ja, ja, ja                      | 3     | 15    |
| 2   | Danmark        | Dansk       | Birthe Wilke               | "Uh, jeg ville ønske jeg var dig"     | -                                   | 5     | 12    |
| 3   | Italien        | Italiensk   | Domenico Modugno           | "Piove" ("Ciao, ciao, bambina")       | Regnvejr (Farvel, farvel, min skat) | 6     | 9     |
| 4   | Monaco         | Fransk      | Jacques Pills              | "Mon ami Pierrot"                     | Min ven Pierrot                     | 11    | 1     |
| 5   | Holland        | Nederlandsk | Teddy Scholten             | "Een beetje"                          | En smule                            | 1     | 21    |
| 6   | Vesttyskland   | Tysk        | Alice & Ellen Kessler      | "Heute Abend wollen wir tanzen geh'n" | I aften vil vi danse                | 8     | 5     |
| 7   | Sverige        | Svensk      | Brita Borg                 | "Augustin"                            | -                                   | 9     | 4     |
| 8   | Schweiz        | Tysk        | Christa Williams           | "Irgendwoher"                         | Fra et eller andet sted             | 4     | 14    |
| 9   | Østrig         | Tysk        | Ferry Graf                 | "Der K. und K. Kalypso aus Wien"      | K. og K. calypsoen fra Wien         | 9     | 4     |
| 10  | Storbritannien | Engelsk     | Pearl Carr & Teddy Johnson | "Sing, Little Birdie"                 | Syng, lille fugl                    | 2     | 16    |
| 11  | Belgien        | Nederlandsk | Bob Benny                  | "Hou toch van nij"                    | Elsk mig                            | 6     | 9     |

## Scoreboard
|                | Afgivne point | Afgivne point | Afgivne point | Afgivne point | Afgivne point | Afgivne point | Afgivne point | Afgivne point | Afgivne point | Afgivne point  | Afgivne point | Afgivne point |
| Total          | Frankrig      | Danmark       | Italien       | Monaco        | Holland       | Vesttyskland  | Sverige       | Schweiz       | Østrig        | Storbritannien | Belgien       |               |
| -------------- | ------------- | ------------- | ------------- | ------------- | ------------- | ------------- | ------------- | ------------- | ------------- | -------------- | ------------- | ------------- |
| Frankrig       | 15            |               | 4             | 1             | 2             |               | 4             |               | 1             | 1              |               | 2             |
| Danmark        | 12            |               |               | 1             | 1             | 1             |               | 4             | 1             | 2              | 2             |               |
| Italien        | 9             | 3             |               |               | 1             |               |               | 1             | 3             |                |               | 1             |
| Monaco         | 1             |               |               |               |               |               |               |               |               | 1              |               |               |
| Holland        | 21            | 4             |               | 7             | 1             |               | 2             |               |               | 3              | 1             | 3             |
| Vesttyskland   | 5             | 2             |               | 1             |               |               |               |               | 1             |                |               | 1             |
| Sverige        | 4             |               | 1             |               |               | 3             |               |               |               |                |               |               |
| Schweiz        | 14            |               | 2             |               | 1             |               | 1             | 3             |               | 1              | 5             | 1             |
| Østrig         | 4             |               |               |               | 1             |               |               | 2             | 1             |                |               |               |
| Storbritannien | 16            | 1             | 1             |               | 2             | 5             |               |               | 3             | 2              |               | 2             |
| Belgien        | 9             |               | 2             |               | 1             | 1             | 3             |               |               |                | 2             |               |